# پارالووو (بوسیلگراد)
پارالووو (به صربی: Paralovo) یک منطقهٔ مسکونی در صربستان است که در بوسیلگراد واقع شده‌است. پارالووو ۱۳۳ نفر جمعیت دارد.